# Daniel Tarone
Daniel Tarone (Basilea, 26 ottobre 1975) è un allenatore di calcio ed ex calciatore svizzero, di ruolo centrocampista.